# 美国法律

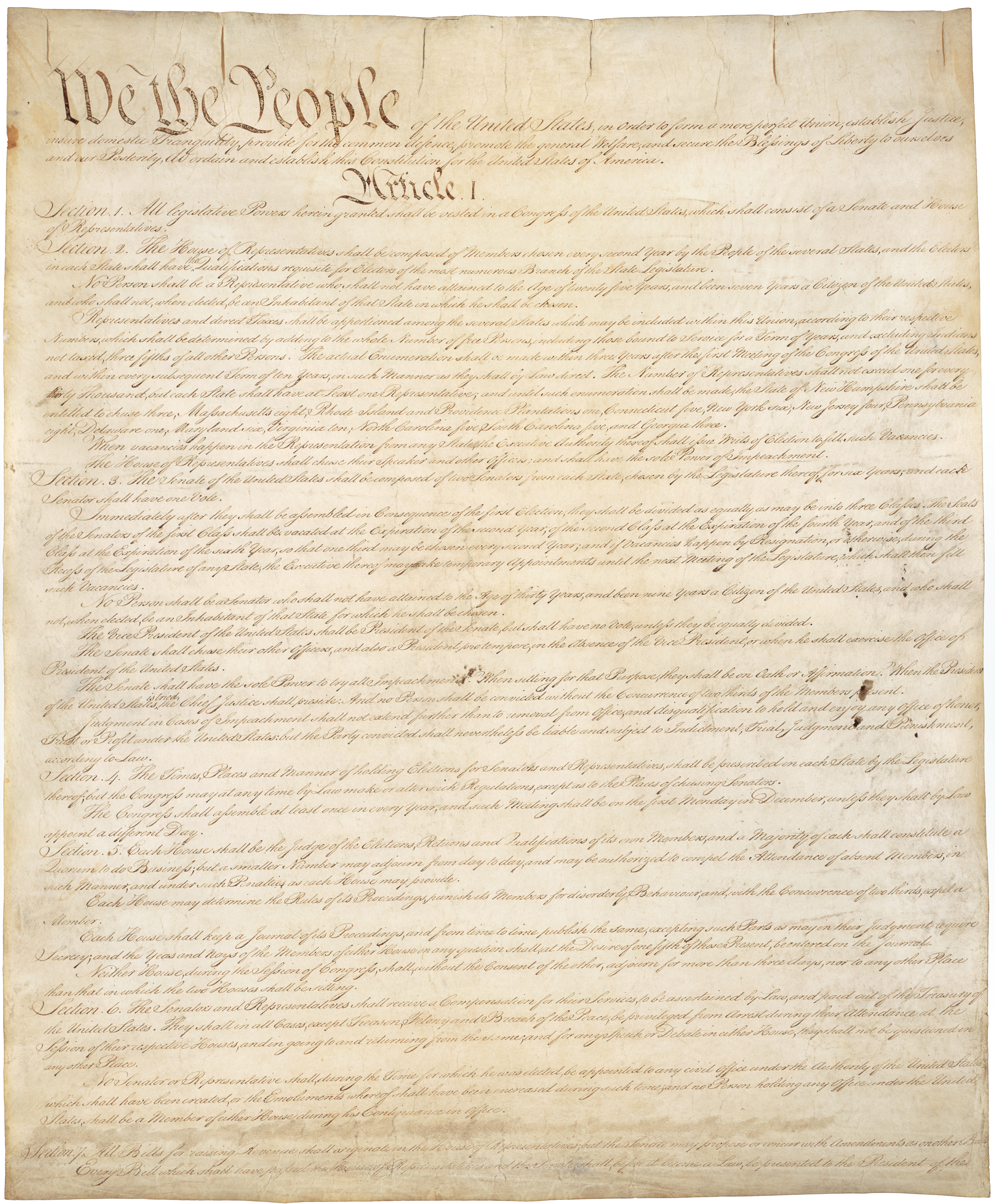
美国宪法，美国的最高法律

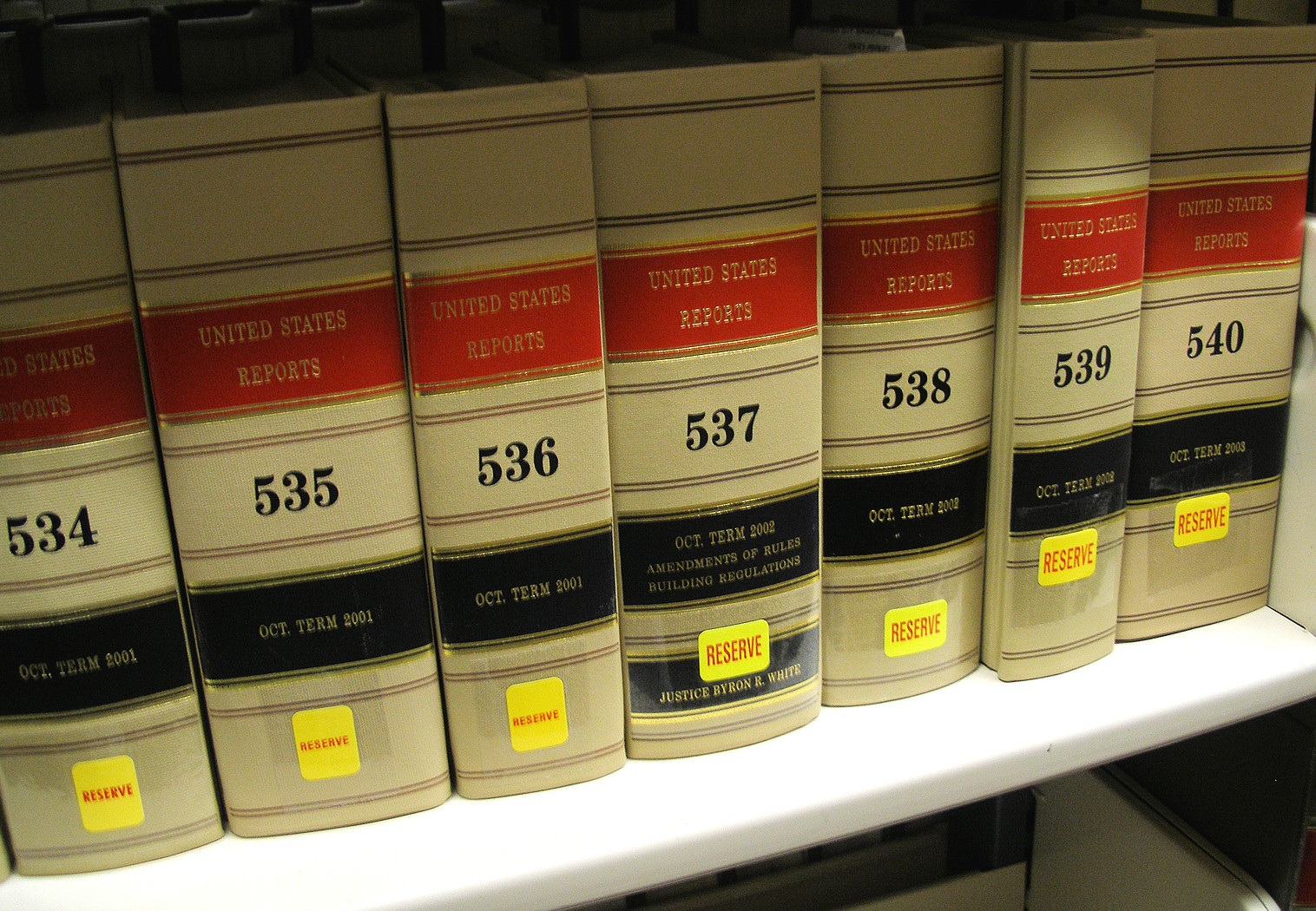
《美国最高法院判决汇编》，美国最高法院的官方报告。

美国法律（英語：law of the United States）是一个多层次、多来源的体系，涵盖了成文法与不成文法的不同形式。《美国宪法》是美国法律的最高规范，它不仅确立了联邦政府的基本架构，也保障了各项公民自由和权利。《美国宪法》同时界定了联邦法律的适用范围，联邦法律包括国会法案、经参议院批准的条约、行政部门颁布的规章制度，以及联邦司法机构所发展出的判例法。这些法律规范共同构成了美国联邦法的基本架构。联邦成文法中具有普遍与持久效力的部分被编纂为《美国法典》，为官方发布的联邦法律汇编。
《美国宪法》规定，凡根据宪法制定的联邦法律与条约，在法律效力上优于与之冲突的州法律与属地法律，即所谓“联邦优越原则”。然而，这一优越性并不意味着联邦权力具有普遍性。美国实行联邦制，在这种“双重主权”体系中，联邦政府的权力是宪法明文授权的有限权力，而各州则为全面主权实体，拥有自己独立的宪法、政府架构与立法体系。在实践中，联邦法律对某些领域具有主导权，如外交、国防、货币、关税等；而绝大多数涉及公民日常生活的法律事务，包括合同、侵权、财产、遗嘱认证、刑法与家庭法等，则主要由各州法律规范。在实际运作中，即使在联邦法律适用的领域，州法往往也是对联邦法的补充而非完全取代
。例如在环境保护、劳动关系或税务等联邦管辖领域中，只要其不与联邦法直接冲突，州政府仍可制定更严格或更细化的法律规范。此外，只要不侵犯联邦保障的基本权利，各州在保障公民权利方面亦可提供超越联邦宪法标准的更高保护。这种制度安排体现了美国法律体系的多元性与灵活性。
从法源传统来看，美国大部分州及联邦司法体系承袭英国普通法传统。这一传统源于殖民时期英属北美所沿用的英国法律体系。除了路易斯安那州的法律体系受法国民法影响较深，其余州与联邦系统普遍以普通法为基础发展而成
。普通法体系的核心特点在于判例具有法律效力，法院的裁决不仅解决具体纠纷，也对未来类似案件具有指导性。在这种制度下，法院对法律的解释与适用逐渐形成丰富的判例法体系，构成美国法律不可或缺的一部分。尽管以普通法为基础，美国法律体系在独立后逐渐发展出自身特色，许多领域在实体规则与程序机制上已与英国法律显著分化。美国法律同时也吸收了若干大陆法（民法）传统中的制度创新，例如行政诉讼制度、成文法典的编纂方式、规范性法律解释等。

## 总览

### 法律渊源
美国法律有四种来源，它们分别是宪法、行政法、成文法与普通法（包括案例法）。最重要的法律来源是美国宪法。所有其他法律都归宪法管理并低于宪法。任何法律不得与宪法相抵触。譬如国会通过与宪法相冲突的法律，最高法院可判定该法违宪。
特别地，一部法律并不会被判违宪而“自动”消失；它必须由一部后继法进行删除。很多联邦和州的法律在被判定违宪之后仍然留在法典中。但是按照“遵循先例原则”，一般下级法院不会引用违宪的法律，如果使用也会被最高法院撤销判决。

### 美国普通法
美国与大多数英联邦国家都继承了英格兰法律的普通法传统。比如，美国法院承袭了“遵循先例”原则。一小部分在独立战争时实行的重要的英国成文法被几乎一字不差地被美国各州分别照搬。很多法律人士都会承认的是欺诈法和伊丽莎白第13号成文法这两个例子。这些英国法律的现代美国版本仍然时常被现时的法律文书所引用。
虽然不同的英联邦国家法庭经常受到彼此的判决影响，美国法庭却很少追随独立之后的英联邦判例，除非没有相应的美国判例、案情和法律条文几乎相同，或者理由十分具有说服力。即使在独立之后，早期的美国案例仍然经常引用当时的英国案例，但这种引用在19世纪中逐渐消失，因为美国法院建立了自己的原则来解决美国人的法律问题。今天，美国的绝大多数司法引用来源于国内案例。有时，法庭和案例书编辑会例外地引用英国的杰出法学家，比如威廉·布莱克斯通或丹宁勋爵的观点，表达有关问题的第一印象。
某些原旨主义和严格文本主义的追随者如美国最高法院大法官安东宁·斯卡利亚坚称美国法庭应该“永不”引用独立之后在美国之外的司法系统的案例，无论理由是否具有说服力，仅仅只有解释美国签署的国际条约的情况下才可以作为例外。这种态度从原意主义的原则来说不足为奇，因为它不仅断定宪法是美国司法权的最高来源，而且认为对宪法的唯一正确的分析应包括理解起草人的“原始意图”。因此，讨论在宪法之后的英国法律是无关的，因为它与宪法起草者的意图没有联系。其他人如安东尼·肯尼迪法官与史蒂芬·布雷耶法官对此持不同意见，并时常引用他们认为有益的、具说服力的、实用的或有帮助的外国法律。但是外国法律从来未被作为有约束力的判例引用，而仅仅作为广泛的英美文化价值观的一个反映。

## 联邦法律
美国联邦法律来源于宪法给予国会的为某些特定目的如规范贸易而颁布法律的权力。几乎所有的法律都被编入《美国法典》。很多法律给予行政机关制订行政法规的权力，这些法规刊载于《联邦公报》并被收录入《联邦行政法规大全》。行政法规在雪佛龙原则下总体而言也具有司法强制力。很多诉讼阐明了联邦法律和行政法规的意义，以及在遵循先例原则之下对这些意义的司法解释的法律效力。

## 州法

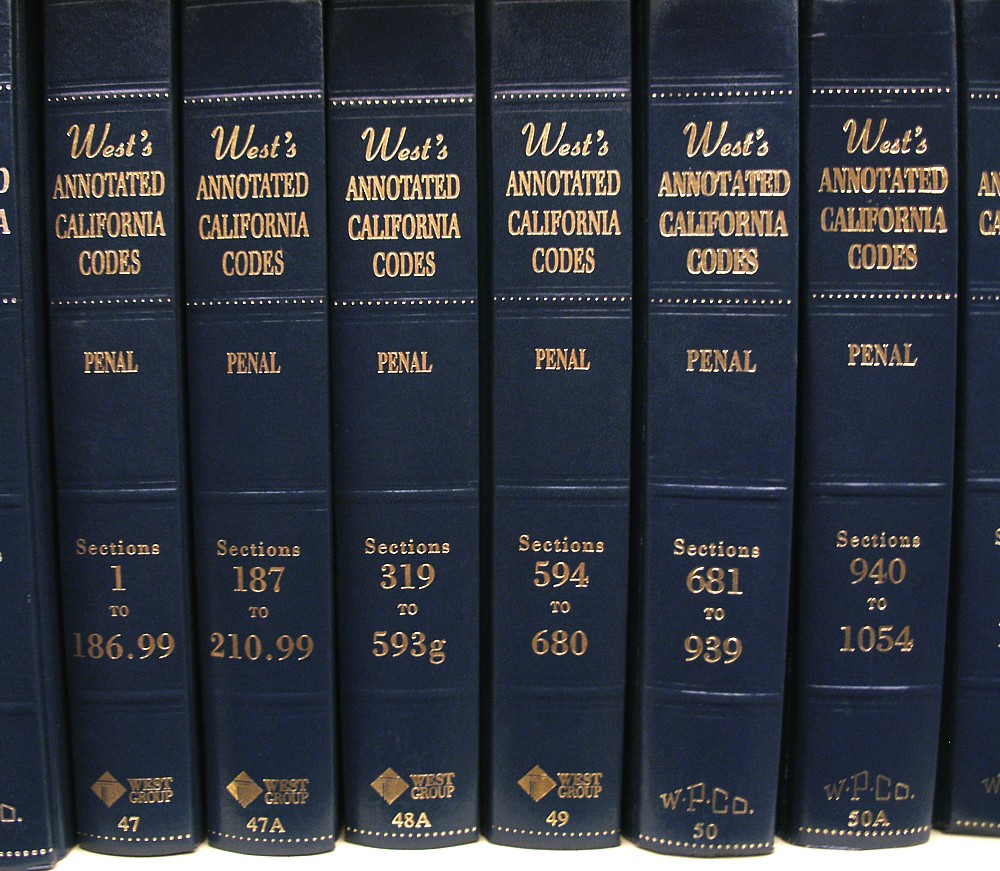
汤姆森·韦斯特注加利福尼亚刑法典——美国加利福尼亚州的刑法——卷宗

美国的五十个州都是独立的主权实体，拥有自己的州宪法和州政府。它们保留制定除联邦宪法、联邦法律和联邦参议院批准的国际条约规定之外的任何法律的全权。
几乎所有的州都以英国普通法作为立法基础，除了路易斯安那州：路易斯安那州法律常受法国拿破仑法典的极大影响。随着岁月变迁各州法律之间变得大相径庭。州法院将旧的普通法裁决（通过它们在遵循先例原则之下制定法律的传统权力）向不同的方向扩展。州立法机关也制定各种各样的法案来拓展或否决许多判例法。
不同于其他普通法体系，美国所有的州都将部分或全部成文法编入法典。法典化是在美国律师大卫·达德利·菲尔德（David Dudley Field）的努力下从大陆法系中借鉴而来的概念。纽约州的法典叫做“法律”。加利福尼亚和德克萨斯州就叫做“法典”。大多数其他州使用诸如“法规校订”（Revised Statutes）或“法律汇编”（Compiled Statutes）的术语来称呼自己的法典。加利福尼亚、纽约和德克萨斯有按主题分类的法典，其他州与联邦政府只有分标题编号的单一法典。
在某些州，法典经常被视为普通法的简单重述。法官可以自由解释法典条文，除非他们的解释被立法机构指名否决。其他州则有着严格遵循法典文本的传统。
法典化的优势在于，一旦州立法机关习惯于将新法的制定作为现有法典的修正案，法典就会经常反映出对现有法律的民意（虽然整个法规体系必须由复查判例法确定法官怎样解释法典中某项特定的法律才能得知）。
相反，在没有法典的法律体系，如英国法律中，确定什么是法律会比较困难。必须先追溯到最早的国会法案，然后找出所有对早先的法案进行修改或者直接替换的法案。比如，当英国决定建立英国最高法院时，立法者必须找出每一个关于上院的仍然有效的法案，然后修改所有这些法案，将上院改成最高法院。

### 刑法
在刑法方面，所有的州对关于“恶性犯罪”（higher crimes）（或重罪（felonies）），比如谋杀和强奸，都有相似的法律，虽然在刑罚方面千差万别。
对于危害公共安全犯罪，即仅由州政府处罚的危险（而不是伤害性的）举动，各州之间差别巨大。比如，对于酒后驾驶的处罚在1990年以前五花八门，不一而足。应对毒品犯罪的州法律仍然各式各样，某些州将拥有少量毒品视为轻罪（misdemeanor）或医疗行为，而另一些州将其归类为重罪。

### 侵权法
美国的侵权法在各州之间相差很大。比如说，某些司法系统不追究在没有对原告造成人身伤害情况下的过失精神损害，但是大多数州并不如此。对任何特定的侵权行为，各州之间对行为动机、侵权类型、补救余地、诉讼时效与被告辩护时所需的证言规定各不相同。对于几乎每一种侵权法，大多数州实际遵循“多数议决制”，仅有一州或数州实行“少数否决制”。

### “统一”法律的尝试
各种团体组织都在努力建立“统一”的国家级法律，但是只有部分是成功的。其中两个扮演主要角色的组织是美国法律协会(ALI)和全国统一国家法委员会（NCCUSL）。最成功的与最有影响力的统一法是《统一商法典》与《模范刑法典》。
除模范法典之外，美国法律协会也编写了《法律重述》，被律师和法官所广泛引用，以简化对普通法现状的概括工作。他们可以简单地引述一项普通法原则的重述，来代替列出一份冗长乏味的旧案例引用列表（以便援引在这些案例中早已确立的法律原则）。

## 地方法
各州将立法权授予数千个政府部门、区、县、城市与特区。而所有的州宪法、成文法与行政法规在司法意义上也与相应的联邦法律大同小异。
因此，在任何给定的时间，取决于当前的地点和行为，普通美国公民会受到联邦、州与地方数十个不同的政府部门的法规管制。

## 其他例外
如上所述，路易斯安那州法律大部分源自拿破仑法典，它自从法属北美殖民地时期就对法国法律传统忠贞不渝。波多黎各也是美国的一个大陆法地区。但是显然，因为普通法的影响与不得抵触至高之联邦宪法，两个司法体系中的刑法已被修改。
加利福尼亚是一个从借鉴了很多大陆法特色的普通法地区。除了上文提到的法典化之外，它还有一个婚姻行为人的共同财产制度。另外，加利福尼亚民法典中的合同法被作为债务法的一部分，显示此处受到大陆法的影响（虽然法典中的条文显然来自普通法）。
很多西部的州，包括加利福尼亚、科罗拉多、新墨西哥和怀俄明都使用一套源自西班牙大陆法体系的，被称为优先占有原则的水利权分配原则。应注意每个州都修改了这一原则以适应本州的州内情况和需要。